# Geocoris uliginosus
Geocoris uliginosus är en insektsart som först beskrevs av Thomas Say 1832.  Geocoris uliginosus ingår i släktet Geocoris och familjen Geocoridae. Inga underarter finns listade i Catalogue of Life.